# Birnbaum (Steinwiesen)
Birnbaum ([ˈbɪʁnˌbaʊ̯m] ) ist ein Gemeindeteil des Marktes Steinwiesen im oberfränkischen Landkreis Kronach in Bayern.

## Geographie
Das Pfarrdorf liegt 13 km nordöstlich von Kronach auf einem Höhenrücken des Frankenwaldes. Westlich fällt das Gelände zum Tal der Grümpel ab, östlich zu dem der Kleinen Leitsch,  weiter östlich ist die Nurner Ködel zur Trinkwassertalsperre Mauthaus aufgestaut. Im Norden liegt das gemeindefreie Gebiet Birnbaum.
Die Kreisstraße KC 21 führt nach Neufang (2 km südlich) bzw. nach Hubertushöhe zur KC 16 (4,1 km nordöstlich). Von der KC 21 in Richtung Neufang zweigt die Kreisstraße KC 28 ab, die über Eibenberg und Kämmerlein nach Steinberg zur Staatsstraße 2200 (6,2 km südwestlich) führt. Eine Gemeindeverbindungsstraße führt nach Leitsch zur KC 21 (3,1 km südöstlich).

## Geschichte

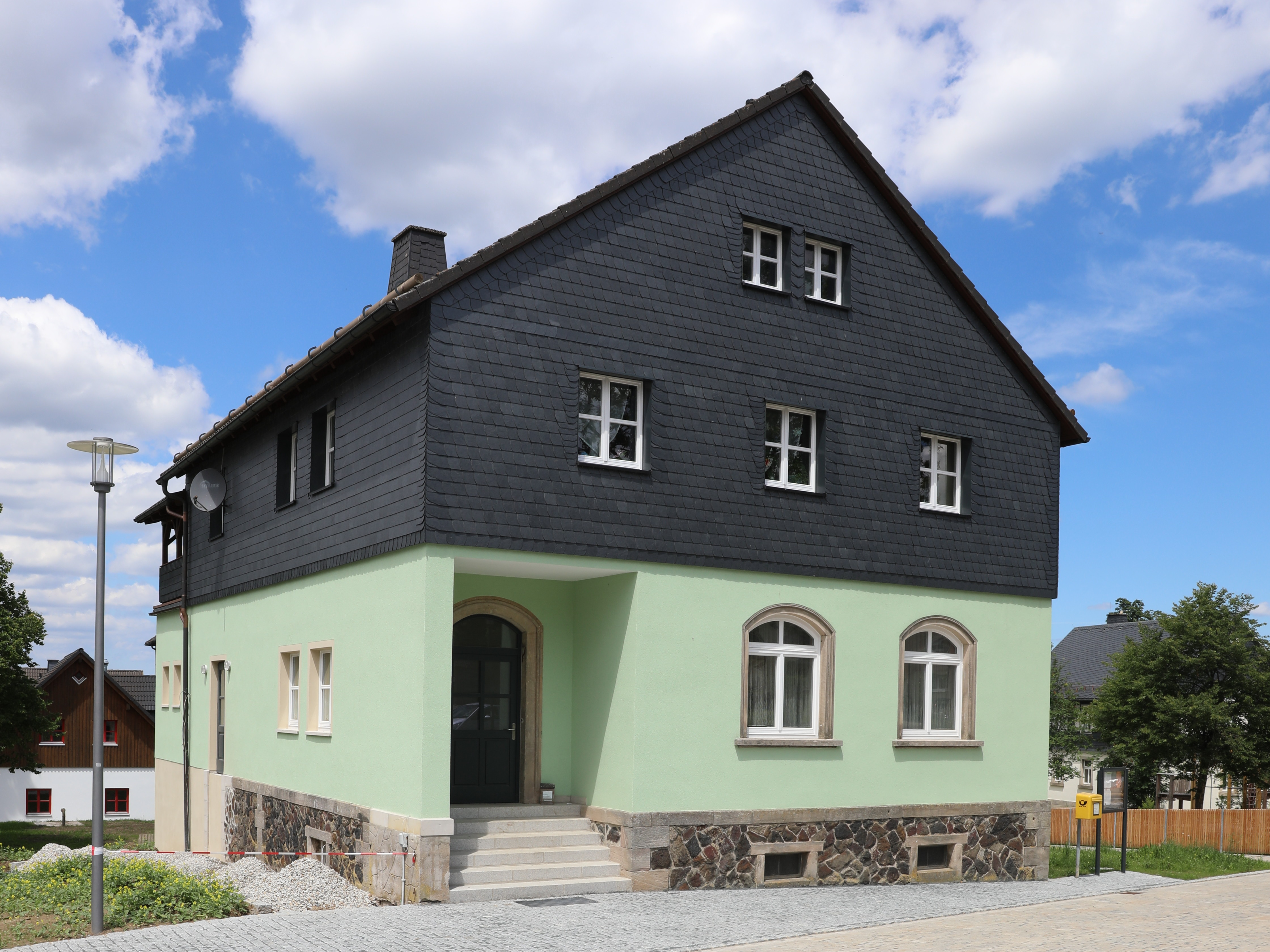
Alte Schule

Die Entstehung von Birnbaum geht auf die Zeit der hochmittelalterlichen Rodungsbewegung zurück. Die Erstnennung war im Jahr 1323.:S. 6 Der Ortsname ist von einer dort auffälligen Obst-(Birnen-)Kultur abgeleitet. Noch heute ist der typische Charakter eines planmäßig angelegten Rundangerdorfes  mit Radialhufenflur deutlich erkennbar. Die ursprünglich vorhandenen Weiher existieren nicht mehr. Dieser Siedlungstyp ist auf den gerodeten Hochflächen des ehemaligen Nortwaldes häufig anzutreffen, unter anderem in den Nachbarorten Neufang, Lahm und Effelter.
Im Verlauf des Siebenjährigen Krieges wurde Birnbaum 1759 mehrmals von preußischen Truppen geplündert.:S. 6
Birnbaum bildete mit der Höpfer- und Steinhausmühle eine Realgemeinde. Gegen Ende des 18. Jahrhunderts gab es 52 Anwesen (1 Gut, 30 halbe Güter, 4 Viertelgüter, 9 Sölden, 3 Tropfhäuser, 3 halbe Tropfhäuser, 2 Schneidmühlen). Das Hochgericht übte das bambergische Centamt Kronach aus. Die Dorf- und Gemeindeherrschaft hatte das Vogteiamt Kronach, die Grundherrschaft über alle Anwesen das Kastenamt Kronach. Neben den Anwesen gab es eine Pfarrkirche, einen Pfarrhof, ein Schulhaus, ein Gemeindehirtenhaus, eine Gemeindeschmiede und zwei Sölden, die zu der Zeit unbewohnt waren.
Birnbaum ging durch den Reichsdeputationshauptschluss im Jahr 1803 zusammen mit dem Gebiet des Hochstifts Bamberg in den Besitz des Kurfürstentums Bayern über. Mit dem Ersten Gemeindeedikt wurde 1808 der Steuerdistrikt Birnbaum gebildet, zu dem Effelter, Effeltermühle, Höpfermühle, Hubertushöhe und Steinhausmühle gehörten. Mit dem Zweiten Gemeindeedikt (1818) entstand die Ruralgemeinde Birnbaum, zu der  Hubertushöhe und Steinhausmühle gehörten. Sie war in Verwaltung und Gerichtsbarkeit dem Landgericht Teuschnitz zugeordnet und in der Finanzverwaltung dem Rentamt Rothenkirchen (1919 in Finanzamt Rothenkirchen umbenannt). 1837 wurde Birnbaum dem Landgericht Nordhalben zugeordnet. 1856 wurde Steinhausmühle nach Steinberg umgemeindet. Von 1862 bis 1880 und von 1888 bis 1931 gehörte Birnbaum zum Bezirksamt Teuschnitz, von 1880 bis 1888 und ab 1931 zum Bezirksamt Kronach (ab 1939 Landkreis Kronach). Die Gerichtsbarkeit blieb beim Landgericht Nordhalben (1879 in das Amtsgericht Nordhalben umbenannt), seit 1929 ist das Amtsgericht Kronach zuständig. Die Finanzverwaltung übernahm 1929 das Finanzamt Kronach. Die Gemeinde hatte ursprünglich eine Fläche von 11,753 km², die sich vor 1904 auf 8,722 km² verringerte und vor 1964 auf 9,085 km² vergrößerte.
Im Ersten Weltkrieg stellte Birnbaum 78 Soldaten, von denen 15 starben. Im Zweiten Weltkrieg waren es 82 Männer, von denen 19 starben und 8 vermisst wurden. Am 13. April 1945 erreichten US-amerikanische Truppen den Ort. 1947 lebten 474 Personen in Birnbaum, davon waren 70 Flüchtlinge.:S. 39
Nach der Pfarreigründung 1623 wurde ein Pfarr- und Schulhaus gebaut. Anfang des 19. Jahrhunderts bestand ein eigenes Schulhaus mit Nebengebäuden. In den Jahren 1858/59 wurde ein neues Schulhaus errichtet. Ein Neubau von 1906 ersetzte dies und in den Jahren 1967/68 erfolgte ein Umbau.:S. 23–24
Am 1. Mai 1978 wurde Birnbaum im Zuge der Gebietsreform in Bayern in die Gemeinde Steinwiesen eingegliedert.
Im Jahr 1882 wurde die Feuerwehr gegründet. Ein neues Feuerwehrhaus errichtete die Gemeinde 2001/2002. Anfang 2020 hatte die Freiwillige Feuerwehr 168 Mitglieder, von denen 50 aktiven Dienst leisten.
Etwa 300 m nordöstlich des Ortes steht ein 32 m hoher Wasser- und Aussichtsturm, der in den Jahren 1987 bis 1989 vom Zweckverband Wasserversorgung Frankenwaldgruppe errichtet wurde. Anlass war eine durch Blitzschlag verursachte Brandkatastrophe, bei der 1983 mehrere Bauernhöfe zerstört wurden. Der Turm sorgt für die Verbesserung der Druckverhältnisse bei der Wasserversorgung. Eine überdachte Aussichtsplattform auf 29 m Höhe kann über eine außen angebrachte, überdachte Treppe erreicht werden. Von dort bietet sich eine Aussicht über die Höhen des Frankenwaldes, des Fichtelgebirges und des Thüringer Waldes.
Von 2015 bis 2020 wurde eine Dorferneuerung mit einer Flurneuordnung durchgeführt. Dabei wurden unter anderem das Anwesen Birnbaum 39 abgebrochen und die entstandene Freifläche in der Dorferneuerung mitgestaltet sowie die ortsbildprägende alte Schule saniert. Das Gebäude wird von der Dorfgemeinschaft und den örtlichen Vereinen genutzt.

## Baudenkmäler
In der Bayerischen Denkmalliste Baudenkmäler in Steinwiesen#Birnbaum  sind elf Baudenkmäler aufgeführt.

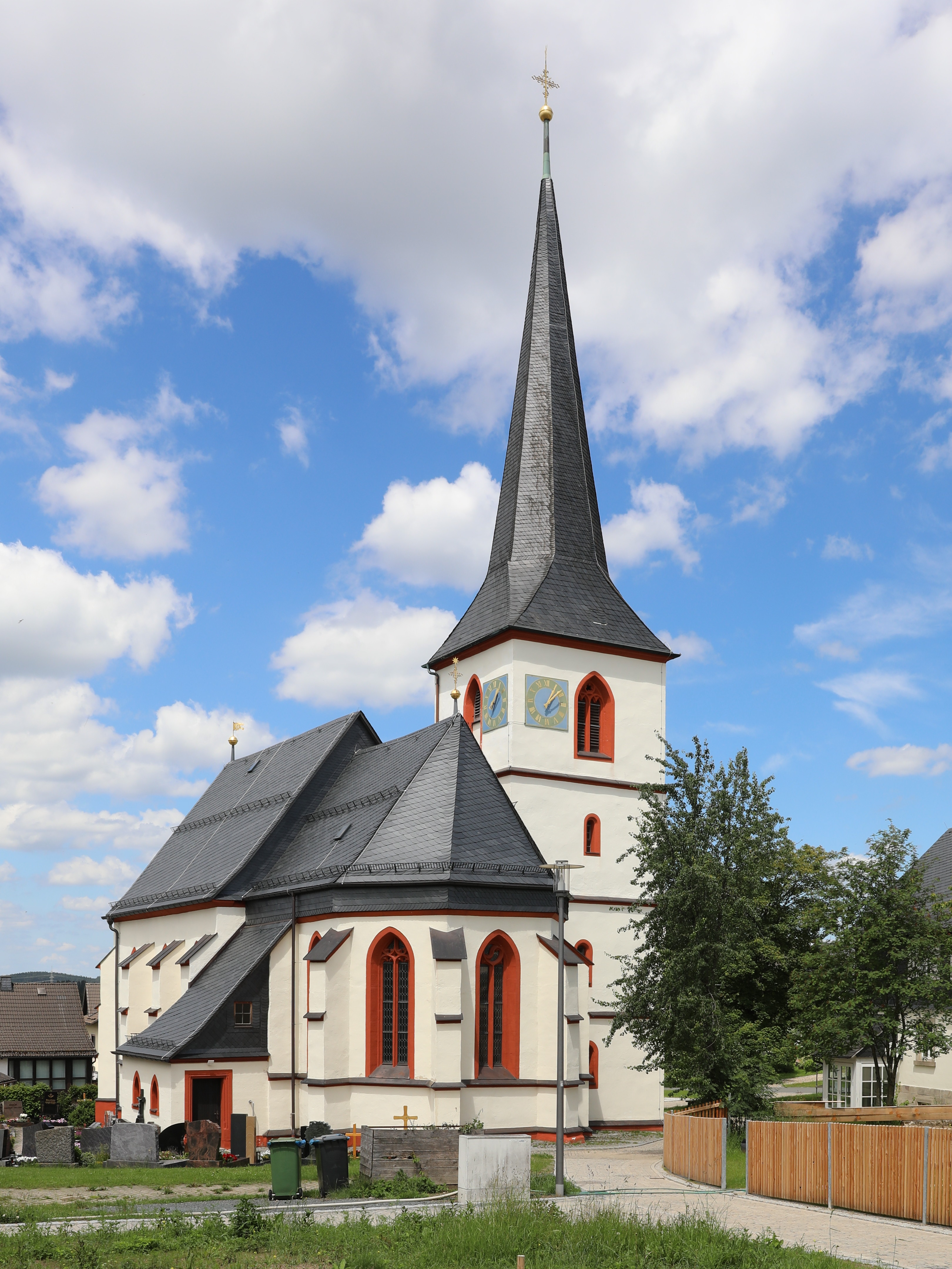
St. Stephan

### Katholische Kirche St. Stephan
- Die ältesten Bauteile der katholischen Pfarrkirche St. Stephan stammen aus dem 15. Jahrhundert. Von 1657 bis 1660 wurde die Kirche vergrößert und wahrscheinlich am 29. Juli 1660 konsekriert.[16] Die Saalkirche hat ein Langhaus mit einem eingezogenen Polygonchor. Die Außenwände sind mit Streben besetzt. Neben dem Kirchenschiff steht ein dreigeschossiger Chorseitenturm mit Spitzhelm. Die Orgel mit elf Registern stellte im Jahr 1900 der Bayreuther Orgelbauer Johann Wolf auf. Die Pfarrkirche hat eine Barockausstattung.

### Weitere Baudenkmäler
- Haus Nr. 87: Wohnstallhaus mit Scheune[Anmerkung 1]
- Zwei Wegkreuze und vier Bildstöcke

- Drei Wegkapellen

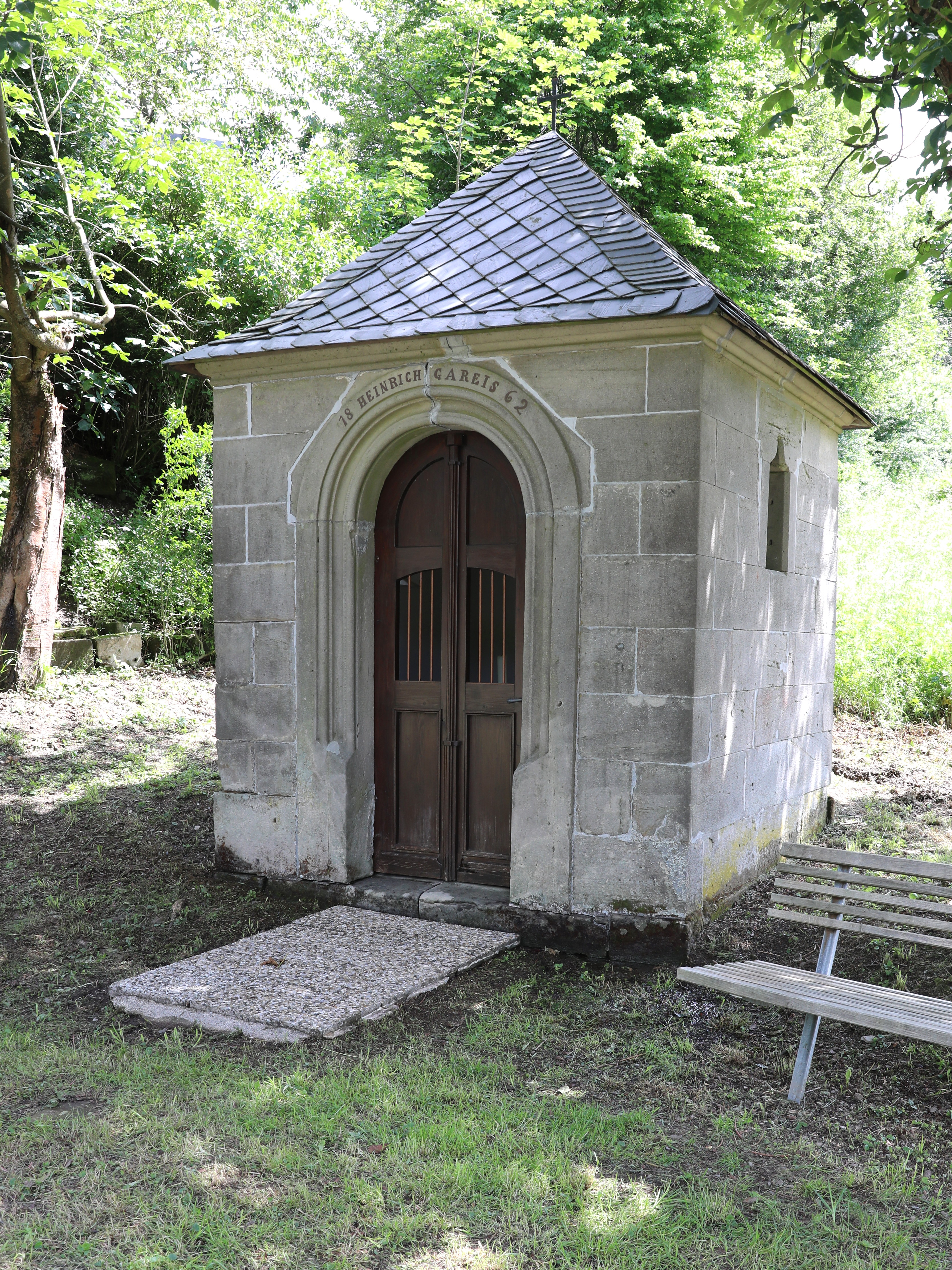
Mühlottnkapelle

Außer den drei denkmalgeschützten Straßenkapellen gibt es am südwestlichen Ortsrand, an einem Weg in das Tal der Grümpel, die Mühlottnkapelle, die Heinrich Gareis 1862 erbauen ließ. Im Volksmund wird sie auch Wunderkapelle genannt, weil ein gehbehinderter Mann nach langem Gebet geheilt laufen konnte und eine blinde Frau den Ort sehend verließ. Es ist ein quadratischer Sandsteinquaderbau mit einem profilierten Eingangsportal und einer Holztür. Im Innenraum befindet sich eine Pietà aus dem Jahre 1773, die ursprünglich ein freistehendes Flurmal war.
Die folgenden Häuser listete Tilmann Breuer in dem Buch Landkreis Kronach von 1964 mit ihren ursprünglichen Hausnummern auch als Kunstdenkmäler auf. Sie werden in der Denkmalschutzliste nicht geführt, da sie entweder nicht aufgenommen, abgerissen oder stark verändert wurden.
- Haus Nr. 9: Eingeschossiger Wohnstallbau des 18. Jahrhunderts mit Satteldach, Blockbau, der Wohnteil ist verschiefert. Das Hauptgesims unter dem Giebel hat ein Zahnfries, auf der Hofseite befinden sich profilierte Balkenköpfe.[18]
- Häuser Nr. 14 und Nr. 15: Eingeschossige Wohnstallbauten mit Satteldach, 18. Jahrhundert, der  Wohnteil ist ein verschieferter Blockbau, der Stallteil wurde massiv erneuert, die der Hofseite trägt profilierte Balkenköpfe.[18]
- Haus Nr. 16: Eingeschossiger Wohnstallbau mit Satteldach, 18. Jahrhundert, der Wohnteil ist ein verschieferter Blockbau, auf der Hofseite befinden sich profilierte Balkenköpfe. Der Stall wurde völlig erneuert.[18]
- Haus Nr. 21b: Eingeschossiger, ehemaliger Wohnstallbau, mit Resten des verschieferten Blockbaues des 18. Jahrhunderts.[18]
- Haus Nr. 47: Eingeschossiger Wohnstallbau mit Satteldach, 18. Jahrhundert, mit massiv erneuerten Umfassungsmauern, auf der Hofseite profilierte Balkenköpfe.[18]

## Einwohnerentwicklung
Gemeinde Birnbaum
| Jahr | Einwohner | Häuser | Quelle |
| ---- | --------- | ------ | ------ |
| 1840 | 347       |        | [ 19 ] |
| 1852 | 402       |        | [ 19 ] |
| 1855 | 396       |        | [ 19 ] |
| 1861 | 364       |        | [ 20 ] |
| 1867 | 373       |        | [ 21 ] |
| 1871 | 369       | 55     | [ 22 ] |
| 1875 | 364       |        | [ 23 ] |
| 1880 | 376       |        | [ 24 ] |
| 1885 | 378       | 56     | [ 8 ]  |
| 1890 | 357       | 56     | [ 25 ] |
| 1895 | 379       |        | [ 19 ] |
| 1900 | 366       | 63     | [ 9 ]  |

| Jahr | Einwohner | Häuser | Quelle |
| ---- | --------- | ------ | ------ |
| 1905 | 390       |        | [ 19 ] |
| 1910 | 377       |        | [ 26 ] |
| 1919 | 383       |        | [ 19 ] |
| 1925 | 379       | 65     | [ 27 ] |
| 1933 | 416       |        | [ 28 ] |
| 1939 | 430       |        | [ 28 ] |
| 1946 | 426       |        | [ 28 ] |
| 1950 | 414       | 68     | [ 29 ] |
| 1952 | 394       |        | [ 28 ] |
| 1961 | 376       | 76     | [ 10 ] |
| 1970 | 397       |        | [ 30 ] |

Pfarrdorf Birnbaum
| Jahr      | 001818 | 001861 | 001871 | 001885 | 001900 | 001925 | 001950 | 001961 | 001970 | 001987 | 002021 |
| Einwohner | 294    | 363    | 362    | 373    | 355    | 371    | 403    | 370    | 394    | 397    | 334    |
| Häuser    | 50     |        |        | 55     | 61     | 63     | 66     | 74     |        | 88     |        |
| Quelle    | [ 7 ]  | [ 20 ] | [ 22 ] | [ 8 ]  | [ 9 ]  | [ 27 ] | [ 29 ] | [ 10 ] | [ 30 ] | [ 31 ] |        |

## Religion
Birnbaum gehörte ursprünglich zum Sprengel der Pfarrei Kronach. Anfang des 15. Jahrhunderts wurde es der Pfarrei Steinwiesen zugewiesen. 1492 folgte die Separierung von Neufang mit Birnbaum zu einer eigenständigen Pfarrei.:S. 6 Am 7. September 1623 unterzeichnete der Bamberger Weihbischof Friedrich Förner eine Stiftungsurkunde, die die Auspfarrung und Erhebung zur eigenständigen Pfarrei regelte.:S. 10 Zeichen einer tiefen Volksfrömmigkeit Ende des 19. Jahrhunderts waren neben den vier Wegkapellen verschiedene religiöse Vereinigungen, wie beispielsweise eine Corpus-Christi-Bruderschaft oder der Verein zur Verehrung der Heiligen Familie zu Nazareth, der 38 Mitglieder im Jahr 1893 in Biernbaum hatte.:S. 32 Die Bewohner des Ortes blieben bis zur ersten Hälfte des 20. Jahrhunderts rein katholisch.

## Wappen
Das ehemalige Gemeindewappen von 1967 ist gespalten von Silber und Rot. Es zeigt vorne auf grünem Dreiberg einen grünen Birnbaum mit sechs goldenen Früchten sowie hinten ein aus einer goldenen Laubkrone wachsenden und silbernen Arm mit drei silbernen Steinen in der Hand. Die vordere Schildhälfte verdeutlicht den Gemeindenamen und die Lage im Frankenwald, die hintere zeigt in Form eines mittelalterlichen Armreliquiars das Attribut des Schutzheiligen St. Stephan. Die Feldfarben weisen auf die frühere Zugehörigkeit zum Hochstift Bamberg hin.

## Söhne und Töchter des Ortes
- Max Spindler (1894–1986), Historiker, geboren in Birnbaum
- Balthasar Gareis (1929–2000), Professor für Psychologie und Pastoraltheologie